# Hina

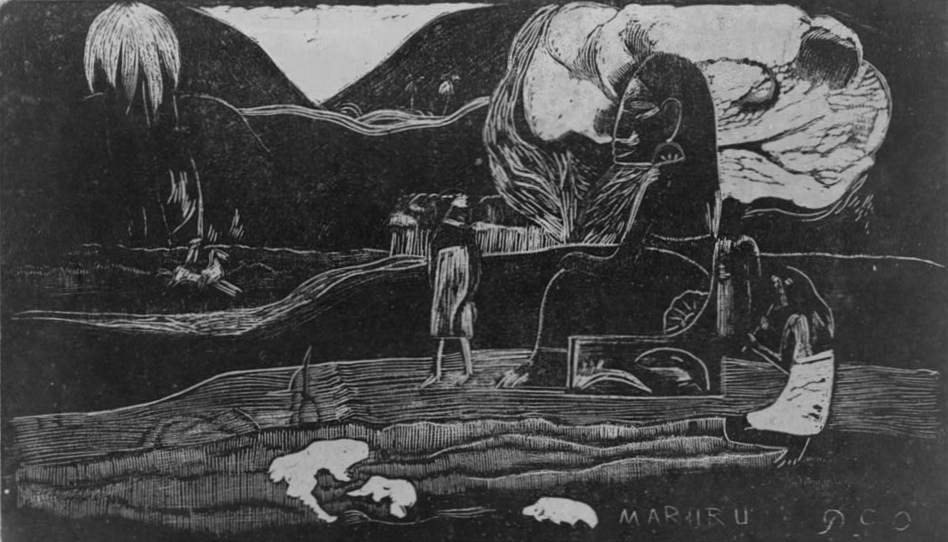
"Mararu": Tacksägelsegåvor till gudinnan Hina på Tahiti.
Träsnitt av Paul Gauguin (1894).

Hina, också känd som Ina, Sina, Tina och Hine, är en polynesisk gudinna. Ordet är proto-austrasisk form med betydelsen matriark och känt under olika varianter i Sydöstasien. Hina tillhör de stora gudomar som ingår i de flesta lokala varianter av Polynesisk mytologi och dyrkades över hela Polynesien, men hennes myter och betydelse har sett olika ut på olika öar, när mytologin har utvecklats åt olika håll. 
Många andra gudinnor har också "Hina" som en del av sitt namn: På Hawaii, till exempel, är Hina också ett samlingsnamn för gudinnor i stort, och flera gudinnor har Hina som tillnamn och del i namnet.   

## Hawaii
På Hawaii är Hina skymningens och gryningens (dock inte solens) gudinna. Hon är föremål för många legender. I en legend är hon gift med Akalani och mor till Maui, som skaffade sig kontroll över solens uppgång och nedgång, så att den skulle torka hennes tvätt. 

## Mangareva
På Mangareva är Hina underjordens gudinna och de dödas drottning. 

## Nya Zeeland
På Nya Zeland är Hina syster till den berömda guden Maui. När Maui förvandlade hennes första make till en hund, flydde hon och gifte sig med fiskarnas gud Tinirau. Hennes andre bror Rupe förvandlade sig sedan till en fågel och förde Hina och hennes son till himmelen.

## Samoa
På Samoa var Hina dotter till skaparguden Tagaloa. Hon upptäckte landet som steg ur havet och skapade sedan levande varelser på ön. Där finns också en annan legend som beskriver hur Hina blev bortgift av sina föräldrar, men lurade dem, släppte in sin älskare på bröllopsnatten och rymde med honom. 

## Tahiti
På Tahiti är Hina månens och fiskarnas gudinna, som vakar över havets resenärer om natten. Det finns också en legend om att hon en gång var gift med den legendariske heron Tafai. 

## Tuamotuöarna
På Tuamotu skapade Hina, Hiros syster, flera havsdjurs karaktäristiska utseende under sin friarresa till en man hon ville ha. Hon blev sedan mor till guden Tane. 